# Federalna ustawa o żywności, lekach i kosmetykach
Federalna ustawa o żywności, lekach i kosmetykach (ang. Federal Food, Drug, and Cosmetic Act, FFDCA, FDCA, FD&C) – akt prawny uchwalony przez Kongres Stanów Zjednoczonych w 1938 roku, dający Agencji Żywności i Leków prawo nadzorowania bezpieczeństwa żywności, leków i kosmetyków.

## Spis treści
Ustawa ma dwadzieścia rozdziałów:
I. Krótki tytuł (Short Title)
II. Definicje (Definitions)
- 201(f) – żywność (obejmuje gumy do żucia)
- 201(g) – lek
- 201(h) – urządzenie medyczne
- 201(s) – chemiczny dodatek do żywności
- 201(ff) – suplement diety

III. Czyny zabronione i kary (Prohibited Acts and Penalties) – klauzule prawa karnego i prawa cywilnego
IV. Żywność (Food)
V. Leki i urządzenia medyczne (Drugs and Devices)
VI. Kosmetyki (Cosmetics)
VII. Ogólny nadzór (General Authority)
IX. Import i eksport (Imports and Exports)
X. Różne (Miscellaneous)

## Barwienie żywności
W poniższej tabeli podano substancje dopuszczone do obrotu jako barwniki spożywcze. Oprócz nich istnieją substancje, których można używać do barwienia wyłącznie kosmetyków oraz leków do stosowania zewnętrznego.
| Nazwa                | Nazwa zwyczajowa     | Kolor                | Komentarz                        |
| -------------------- | -------------------- | -------------------- | -------------------------------- |
| niebieski FD&C 1     | błękit brylantowy    | jasny niebieski      |                                  |
| niebieski FD&C 2     | indygokarmin         | chabrowy             |                                  |
| zieleń FD&C 3        | zieleń FCF           | morska zieleń        |                                  |
| czerwień FD&C 3      | erytrozyna           | wiśniowoczerwony     |                                  |
| czerwień FD&C 40     | czerwień allura      | pomarańczowoczerwony |                                  |
| żółcień FD&C 5       | tartrazyna           | pomarańczowy         |                                  |
| żółcień FD&C 6       | żółcień pomarańczowa | żółtopomarańczowy    |                                  |
| oranż B              |                      |                      | tylko do szczególnych zastosowań |
| czerwień cytrusowa 2 |                      |                      | tylko do szczególnych zastosowań |